# Zdróżno
Zdróżno (Zdrużno) – jezioro na Równinie Mazurskiej, w województwie warmińsko-mazurskim, w powiecie mrągowskim, w gminie Piecki, na terenie Mazurskiego Parku Krajobrazowego.
Jezioro o dnie piaszczysto – mulistym, łagodnie schodzące do wody. Miejscami szeroki pas trzcin i roślinności pływającej. Wśród flory przybrzeżnej dominuje tatarak, trzcina, i sitowie, a wśród zanurzonej ramienice, rogatki, wywłóczniki i osoki.
Najczęściej występujące gatunki ryb to: szczupak, leszcz, węgorz, płoć, lin i sandacz.
W południowej części dopływ Struga Spychowska z Jeziora Spychowskiego. W północnej części wschodniej zatoki znajduje ujście do Jeziora Uplik. Posiada dwie zadrzewione wyspy o łącznej powierzchni 0,6 ha. Linia brzegowa o łącznej długości 13320 km jest w znacznej części zalesiona. Sąsiadujące z jeziorem miejscowości to Połom i Koczek.